# ヘブンズ・ドア (2009年の映画)
『ヘブンズ・ドア』は、2009年2月7日より公開された日本映画。監督は『鉄コン筋クリート』のマイケル・アリアス。
1997年公開のドイツ映画『ノッキン・オン・ヘブンズ・ドア』のリメイク作品。余命わずかと宣告された男女二人組（長瀬智也と福田麻由子）が思い出の海を目指して旅をする過程を描くロード・ムービー。
「ノッキン〜」は男2人による乾いたユーモアが特徴であったのに対し、こちらは歳の離れた男女の2人による性差・年齢差を超えた愛情を描いているのが特徴である。

## あらすじ
好き勝手に生きてきた28歳の男は、健康診断で脳に腫瘍が見つかり、いつ死んでもおかしくない末期状態と宣告されてしまう。途方に暮れる彼は、病院で14歳の少女と出会う。重い病を患い、幼い頃から病院暮らしだという彼女もまた、あと1ヵ月の命と告げられていた。同じ境遇と知り、2人は病院の調理場に忍び込んでヤケ酒をあおる。

## 登場人物とキャスト

### メインキャラクター
- 青山勝人 - 長瀬智也（当時TOKIO）
- 白石春海 - 福田麻由子

### K3ホールディングス
- 社長・小久保 - 長塚圭史
- 社員・辺見 - 田中泯
- 社員・安達 - 大倉孝二
- 秘書・百瀬 - Sachi

### 県警本部刑事部
- 部長・長谷川 - 三浦友和
- 捜査第一課・岸谷 - 黄川田将也
- 捜査第二課・御子柴 - 和田聰宏
- 事務員・米沢 - 霧島れいか

### その他
- 春海の母・鞠子 - 薬師丸ひろ子
- 春海の義父・良一 - 井田國彦
- 医師・三宅 - 北見敏之
- ガソリンスタンド店主・萩尾 - 不破万作
- 薬局店主・松居 - 徳井優
- ショップ店員 - 吉村由美 (PUFFY)
- ホストクラブの客 - 土屋アンナ
- ホスト - 二宮和也（嵐）
- 車工場の事務員 - 今宿麻美
- 車工場の先輩技師 - 柄本佑
- 車工場の社長 - 諏訪太朗
- 入院患者 - 納谷六朗
- 入院患者 - 谷津勲
- アナウンサー - 阿部知代

## スタッフ
- 監督 - マイケル・アリアス
- 脚本 - 大森美香
- 原案 - 映画『ノッキン・オン・ヘブンズ・ドア』
- 音楽 - Plaid
- エグゼクティブ・プロデューサー - 豊島雅郎、亀山千広、藤島ジュリー景子
- スーパーバイザー - 小川真司、石原隆、長松谷太郎
- プロデューサー - 宇田充、関口大輔、原藤一輝
- アソシエイト・プロデューサー - Til Schweiger、Tom Zickler
- 国際渉外統括 - 池田穣
- 撮影 - 小松高志
- 照明 - 蒔苗友一郎
- 録音 - 石貝洋
- サウンドデザイン - Mitch Osias
- 美術 - 岩城南海子
- 装飾 - 松田光畝
- スタイリスト - 片柳利依子
- ヘアメイク - 酒井香
- スクリプター - 高田優
- 編集 - 武宮むつみ
- VFX - 大萩真司
- Bカメラ撮影 - 相馬大輔
- VE - 宇津野裕行
- キャスティング - 杉野剛
- 助監督 - 山本透
- 製作担当 - 的場明日香
- ポストプロダクション・プロデューサー - 篠田学、中山賢一
- ラインプロデューサー - 若林雄介
- 制作プロダクション・配給 - アスミック・エース
- 製作 - アスミック・エース、フジテレビジョン、ジェイ・ストーム

## 主題歌
- アンジェラ・アキ - 「KNOCKIN' ON HEAVEN'S DOOR」 - ボブ・ディランの同名曲のカバー曲。もともと、映画の原作自体が、この曲からインスピレーションして作られたものである[1]。エリック・クラプトン、ガンズ・アンド・ローゼズなどもカバーしたことがある。

## ソフト化
- ガチャピン・ムックの映画『ヘブンズ・ドア』ナビゲートDVD（1枚組、2009年1月28日発売、発売・販売元はポニーキャニオン）
  - 封入特典
    - マイケル・アリアス直筆スカルイラスト
    - ガチャピン『ヘブンズ・ドア』マスコット（初回生産分のみ）

以下は2009年7月25日発売。発売元はアスミック、販売元はポニーキャニオン。
- ヘブンズ・ドア スタンダード・エディション（DVD1枚組）
  - 映像特典
    - メイキング Road to "HEAVEN'S DOOR" スタンダード版
    - プロモーション映像集

  - 音声特典
    - オーディオコメンタリー（長瀬智也×監督：マイケル・アリアス）

  - 封入特典
    - ブックレット
- ヘブンズ・ドア プレミアムBOX（DVD2枚組、初回限定生産）
  - ディスク1：本編DVD
    - 音声特典（スタンダード・エディションと同様）

  - ディスク2：特典DVD
    - メイキング Road to "HEAVEN'S DOOR" 完全版
    - 未公開シーン集
    - スペシャル番組「映画ヘブンズ・ドア公開SP 最高の人生をつかむ瞬間」
    - 「ヘブンズ・ドア」×「秘密結社鷹の爪」コラボMOVIE!!
    - アンジェラ・アキインタビュー
    - プロモーション映像集

  - 封入特典
    - プレミアム・ブックレット（60P）
    - ポストカードセット

  - 特製アウターケース付き
- ヘブンズ・ドア ブルーレイ（2枚組）
  - ディスク1：本編BD（DVD版と同様）
  - ディスク2：特典DVD（プレミアムBOXと同様）